# Елово-широколиственный лес с участием ясеня
Елово-широколиственный лес с участием ясеня — государственный природный заказник (комплексный) регионального (областного) значения Московской области, целью которого является сохранение ненарушенных природных комплексов, их компонентов в естественном состоянии; восстановление естественного состояния нарушенных природных комплексов, поддержание экологического баланса. Заказник предназначен для:
- сохранения и восстановления природных комплексов;
- сохранения местообитаний редких видов растений, лишайников и животных.

Заказник основан в 1989 году. Местонахождение: Московская область, городской округ Истра, сельское поселение Новопетровское, в 0,9 км к северо-востоку от деревни Нижневасильевское; 0,9 км к юго-востоку от деревни Чудцево. Площадь заказника составляет 311,29 га. Заказник включает кварталы 56, 57, 65 (целиком), а также небольшой южный участок квартала 39 Октябрьского лесотехнического участка Савельевского участкового лесничества Истринского лесничества.

## Описание
Территория заказника располагается на южном макросклоне Московской возвышенности в пределах распространения грядово-холмистых и плоскохолмистых моренных, свежих, влажных и сырых равнин. Абсолютные высоты заказника изменяются от 218 м над уровнем моря (в днище эрозионной формы на юге территории) до 255 м над уровнем моря (отметка на вершине холма на севере территории). Кровля дочетвертичных пород местности сложена верхнеюрскими глинами.
Территория заказника включает участок грядово-холмистой моренной равнины на правобережье реки Болденки, прорезаемой балками и долинами ручьев. Поверхности равнины сложены покровными (или делювиальными по понижениям) суглинками на валунно-суглинистой морене. В ядрах моренных холмов в данной местности часто залегают мощные песчаные отложения. Крутизна склонов холмов и гряд не превышает 3—10°. Высота отдельных холмов — 4—7 м и более, протяженность холмов — до 500 м. На пологих склонах холмов развиты террасированные и плоскодонные балки шириной 10—20 м и относительной глубиной до 2—5 м. Склоны балок — крутые и средней крутизны (до 15—30°), ступенчатые, с блоками мелких оползней и суффозионно-оплывинными нишами. Наиболее крупная эрозионная форма с ручьем, протянувшаяся в пределах заказника более чем на 1,5 км, прорезает холмы и гряды центральной части территории. Ширина балки — до 100—120 м, ширина днища — 10—20 м. Высота днища над руслом ручья — 0,5—1 м.
Гидрологический сток на территории заказника направлен в реку Болденку — правый приток реки Нудоль, впадающей в Истринское водохранилище. Наиболее крупный водоток, имеющий постоянный характер, образовался в балке в центральной части территории. Ширина русла водотока достигает 2—3 м, глубина — до 0,5 м. В днище балки отмечаются выходы грунтовых вод. В пределах остальных эрозионных форм заказника формируются водотоки преимущественно временного характера.
Почвенный покров грядово-холмистых равнин заказника представлен дерново-подзолистыми почвами и дерново-подзолисто-глеевыми почвами. В днищах балок встречаются гумусово-глеевые почвы.

### Флора
На территории заказника распространены елово-мелколиственные и мелколиственно-еловые леса с дубом, местами — с ясенем высоким, вязом голым и кленом платановидным. Широко встречаются лесокультуры ели, в том числе под пологом мелколиственных насаждений. Немногочисленные открытые пространства образованы зарастающими вырубками.
Наиболее высокой природоохранной ценностью обладают старовозрастные осиново-березовые со вторым ярусом из ели и мелколиственно-еловые леса с дубом, занимающие основную площадь в заказнике. Возраст дуба, берез, осин и елей в этих лесах достигает 80—100 лет, диаметр стволов у таких деревьев достигает обычно 60—70 см. В первом ярусе господствуют в основном старые березы и осины, ель встречается как в первом (единично или группами), так и во втором ярусе (массово) и разновозрастном подросте. Дуб также нередко выходит в первый ярус, есть деревья дуба с диаметром ствола до 100 см. На самых возвышенных участках в кварталах 65 и 57 Октябрьского лесотехнического участка Савельевского участкового лесничества в составе таких лесов отмечен ясень высокий, который представлен как взрослыми деревьями (диаметр ствола — до 40 см), так и в виде молодых деревьев или подроста высотой до 10 м. Клен платановидный обычно участвует во втором ярусе и широко встречается в виде подроста. Из кустарников кроме лещины растут жимолость лесная, бересклет бородавчатый, калина и волчеягодник, или волчье лыко обыкновенное (редкий и уязвимый вид, не включенный в Красную книгу Московской области, но нуждающийся на её территории в постоянном контроле и наблюдении).
Большинство елово-мелколиственных и мелколиственно-еловых лесов с дубом — лещиновые кислично-папоротниково-широкотравные с зеленчуком жёлтым, копытнем, подмаренником душистым, снытью обыкновенной, медуницей неясной, осокой волосистой. В травостое участвуют также осока лесная, щитовники мужской, картузианский и распростёртый, лютик кашубский, фиалка удивительная, борец северный. Есть участки с доминированием пролесника многолетнего. Местами в березово-еловых лесах единично или обильно встречается подлесник европейский, занесенный в Красную книгу Московской области. На опушках березовых лесов встречаются колокольчики крапиволистный и персиколистный (оба — редкие и уязвимые виды, не включенные в Красную книгу Московской области, но нуждающиеся на её территории в постоянном контроле и наблюдении).
Значительные площади в заказнике занимают еловые леса лещиновые кислично-папоротниковые, где растут живучка ползучая, мицелис стенной, кислица, майник, копытень, звездчатка жестколистная, хвощи лесной или луговой, осоки лесная и пальчатая, различные папоротники, изредка встречается черника, фиалка теневая, вероника лекарственная. На почве развит моховой покров (40—60 процентов) из нежных дубравных мхов (атрихум, мниум, плагиомниум), эуринхиума и печеночников (плагиохилла). В межхолмовых понижениях есть участки мелколиственно-еловых с группами ольхи серой папоротниково-широкотравно-влажнотравных и папоротниково-хвощево-широкотравно-влажнотравных лесов с малиной, скердой болотной, кочедыжником женским, щучкой дернистой и таволгой вязолистной по прогалинам.
Старовозрастные чистые еловые леса в настоящее время усохли в результате повреждения короедом-типографом. На их месте разрастается лещина, малина, сныть, папоротники, крапива и звездчатка дубравная. Ветви упавших елей на границе вырубки и сохранившихся участков леса густо покрыты лишайниками из рода гипогимния, единично встречаются эверния мезоморфная, уснея жестковолосатая (занесена в Красную книгу Московской области) и бриория буроватая. В 56 квартале имеется обширная зарастающая кустарниками и подростом деревьев вырубка.
Лесокультуры ели среднего возраста редкотравные с живучкой, зеленчуком, копытнем, щитовником картузианским, вероникой лекарственной занимают большие площади в 65 квартале заказника. Часто встречаются посадки ели под пологом мелколиственных пород.
В балках в 57 и 65 кварталах произрастают мелколиственно-широколиственные леса с участием ольхи серой, дуба, клёна, вяза, березы и осины папоротниково-широкотравные. В их подлеске преобладают черемуха, рябина, ива козья, лещина, жимолость, бузина, малина, ива пепельная, в напочвенном покрове склонов — широкотравье (сныть, зеленчук, осока волосистая), на днищах — влажнотравье (камыш лесной, таволга вязолистная, бодяк овощной, хвощ лесной, дудник лесной) и крапива, изредка встречается колокольчик широколистный (редкий и уязвимый вид, не включенный в Красную книгу Московской области, но нуждающийся на её территории в постоянном контроле и наблюдении). В некоторых балках также встречены отдельные экземпляры ясеня возрастом не менее 30 лет, обилен подрост вяза голого.
В понижениях сформировались березовые и березовые с ольхой серой заболоченные леса — с малиной, таволгой, камышом лесным, осоками и хвощами. Встречаются понижения с заболоченными березовыми лесами с подростом ели крушиновыми влажнотравно-камышово-сфагновыми и серовейниково-сфагновыми с камышом лесным, зюзником европейским, мятой полевой, таволгой вязолистной, осоками чёрной и пузырчатой, вахтой, белокрыльником, фиалкой лысой, вейником сероватым, вербейником обыкновенным, тростником южным, реже — чернично-долгомошными. По западинам и крупным сфагновым мочажинам среди этих березняков растут ежеголовник малый, манник плавающий, обилен болотник короткоплодный.
На зарастающих прогалинах и лесных опушках представлена луговая растительность с вейником наземным, зверобоем пятнистым, лапчаткой прямостоячей, полевицей собачьей, сивцом луговым, буквицей и вербейником обыкновенным. Здесь также присутствуют виды ситников и зеленые влаголюбивые мхи.

### Фауна
Животный мир заказника отличается хорошей сохранностью и репрезентативностью для сообществ хвойных и смешанных лесов Московской области. Отсутствие синантропных видов в составе его фауны свидетельствует о высокой степени сохранности данного объекта.
Основу фаунистического комплекса наземных позвоночных животных составляют виды, экологически связанные с древесно-кустарниковой растительностью.
На территории заказника отмечено обитание 52 видов наземных позвоночных животных — трех видов амфибий, одного вида рептилий, 36 видов птиц, 12 видов млекопитающих.
В ручье, впадающем в реку Болденку, встречается гольян.
Всего на территории заказника выделяются два основных зоокомплекса (зооформации) наземных позвоночных животных: хвойных и мелколиственных лесов.
Абсолютно преобладает в заказнике зооформация хвойных лесов, представленных в заказнике ельниками и еловыми лесопосадками. Данную зооформацию населяют следующие виды животных: лесная куница, рыжая полевка, обыкновенная белка, обыкновенная кукушка, большой пестрый дятел, желна, крапивник, ворон, сойка, желтоголовый королек, обыкновенный поползень, пищуха, пухляк, малая мухоловка; из амфибий с хвойными лесами связана серая жаба. С еловыми лесами заказника связана и кедровка, вид птиц, занесенный в Красную книгу Московской области.
Участки мелколиственных лесов, в заказнике преимущественно представленных осинниками, в меньшей степени — березняками, населяют: обыкновенный крот, обыкновенный еж, малая лесная мышь, лесной конек, соловей, рябинник, белобровик, чёрный дрозд, вяхирь, зарянка, чечевица, иволга, черноголовая славка, пеночка-трещотка, зелёная пеночка, длиннохвостая синица, большая синица, мухоловка-пеструшка. В лесах этого типа отмечается также европейская косуля (редкий и уязвимый вид, не включенный в Красную книгу Московской области, но нуждающийся на территории области в постоянном контроле и наблюдении).
В лесах разных типов встречаются обыкновенная бурозубка, лось, заяц-беляк, кабан, обыкновенная лисица, ястреб-тетеревятник, зяблик, певчий дрозд, пеночка-весничка, пеночка-теньковка, зелёная пеночка, травяная и остромордая лягушки, а также большая лесная перламутровка (редкий и уязвимый вид, не включенный в Красную книгу Московской области, но нуждающийся на территории области в постоянном контроле и наблюдении).
По лесным опушкам встречается канюк, отмечаются редкие в области обыкновенный осоед (вид, занесенный в Красную книгу Московской области) и пустельга (редкий и уязвимый вид, не включенный в Красную книгу Московской области, но нуждающийся на территории области в постоянном контроле и наблюдении); на хорошо прогреваемых лесных полянах и опушках встречается живородящая ящерица, а также многоцветница черно-желтая, или черно-рыжая, вид бабочек, занесенный в Красную книгу Московской области.

## Объекты особой охраны заказника
Охраняемые экосистемы: елово-мелколиственные и мелколиственно-еловые леса с дубом, местами — с ясенем высоким, вязом голым и кленом платановидным лещиновые кислично-папоротниково-широкотравные, смешанные леса балок и заболоченные березняки.
Места произрастания охраняемых в Московской области, а также иных редких и уязвимых видов растений, лишайников и животных, зафиксированных на территории заказника, перечисленных ниже, а также европейской косули.
Охраняемые в Московской области, а также иные редкие и уязвимые виды растений:
- виды, занесенные в Красную книгу Московской области: подлесник европейский;
- редкие и уязвимые виды, не включенные в Красную книгу Московской области, но нуждающиеся на территории области в постоянном контроле и наблюдении, — волчеягодник обыкновенный, или волчье лыко, колокольчики персиколистный, широколистный и крапиволистный.

Охраняемые в Московской области, а также иные редкие и уязвимые виды лишайников:
- виды, занесенные в Красную книгу Московской области: уснея жестковолосатая;
- иные редкие виды: бриория буроватая.

Охраняемые в Московской области, а также иные редкие и уязвимые виды животных:
- виды, занесенные в Красную книгу Московской области: кедровка, обыкновенный осоед, многоцветница черно-желтая, или черно-рыжая;
- виды, являющиеся редкими и уязвимыми таксонами, не включенные в Красную книгу Московской области, но нуждающиеся на территории области в постоянном контроле и наблюдении: большая лесная перламутровка.